# Apeadeiro de Cavaco
O Apeadeiro de Cavaco é uma gare da Linha do Vouga, que serve a localidade de Cavaco, na cidade de Santa Maria da Feira, no Distrito de Aveiro, em Portugal.

## Descrição

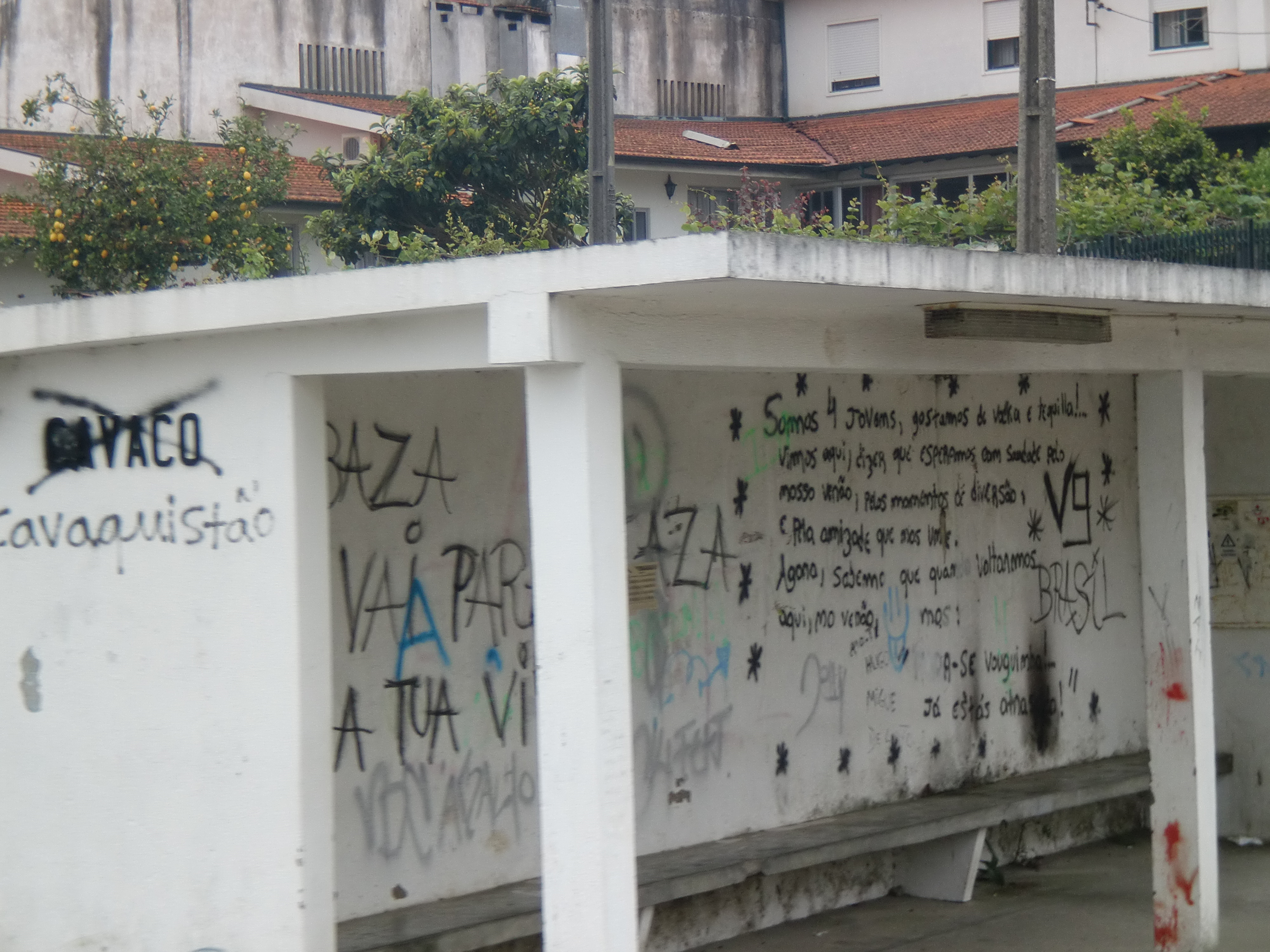
O apeadeiro de Cavaco, em 2010.

### Infraestrutura
O abrigo de plataforma situa-se do lado nordeste da via (lado direito do sentido ascendente, para Viseu).

### Serviços
Em dados de 2022, esta interface é servida por comboios de passageiros da C.P. de tipo regional, com oito circulações diárias em cada sentido, entre Espinho-Vouga e Oliveira de Azeméis.

## História
Cavaco situa-se no troço entre as Estações de Espinho e Oliveira de Azeméis, que foi inaugurado em 21 de Dezembro de 1908.